# القضية رقم واحد (مسرحية)
القضية رقم واحد هي مسرحية درامية مصرية، عُرضت في سنة 1979، إخراج السيد راضي، وتأليف طلعت علام، ومن بطولة صلاح ذو الفقار وكوثر العسال. شارك أحمد الإبياري بالإعداد والحوار وأخرجها، للتلفزيون محمود البربري.

## ملخص القصة
تدور أحداث المسرحية حول محامٍ ناجح يدعى مراد متزوج من سوسن التي تثق به ثقة عمياء. تأتي عبلة لزيارة صديقتها سوسن لتشتكي من تصرفات زوجها، رأفت مؤلف المسلسلات، وتشككها في سلوك زوجها مراد وخيانته لها. تدب الخلافات بين مراد وسوسن بعد علمها بموعده مع عصمت وتتوالى الأحداث في إطار درامي مشوق.

## طاقم التمثيل
- صلاح ذو الفقار بدور مراد
- كوثر العسال بدور عبلة
- نبيل بدر بدور رأفت
- نادية الكيلاني بدور سوسن
- ليلي فهمي بدور ضيفة شرف
- خديجة محمود بدور رزة

## وصلات خارجية
- القضية رقم واحد على موقع قاعدة بيانات الأفلام العربية